# پوغوس پوغوسیان
بوغوس بوغوسیان (ارمنی: Պողոս Պողոսյան؛ زاده ۱۹۵۸ – درگذشته ۲۵ سپتامبر ۲۰۰۱) از ارمنیان منطقه سامتسخه-جاواختی، گرجستان بود.

## زندگی‌نامه
او در ۱۹۵۸ در سامتسخه-جاواختی به دنیا آمد. وی در ۲۵ سپتامبر ۲۰۰۱ در سن ۴۳ سالگی در Poplavok cafe ایروان توسط محافظان شخصی رئیس‌جمهور ارمنستان روبرت کوچاریان کشته شد.